# Stockholms fallskärmsklubb

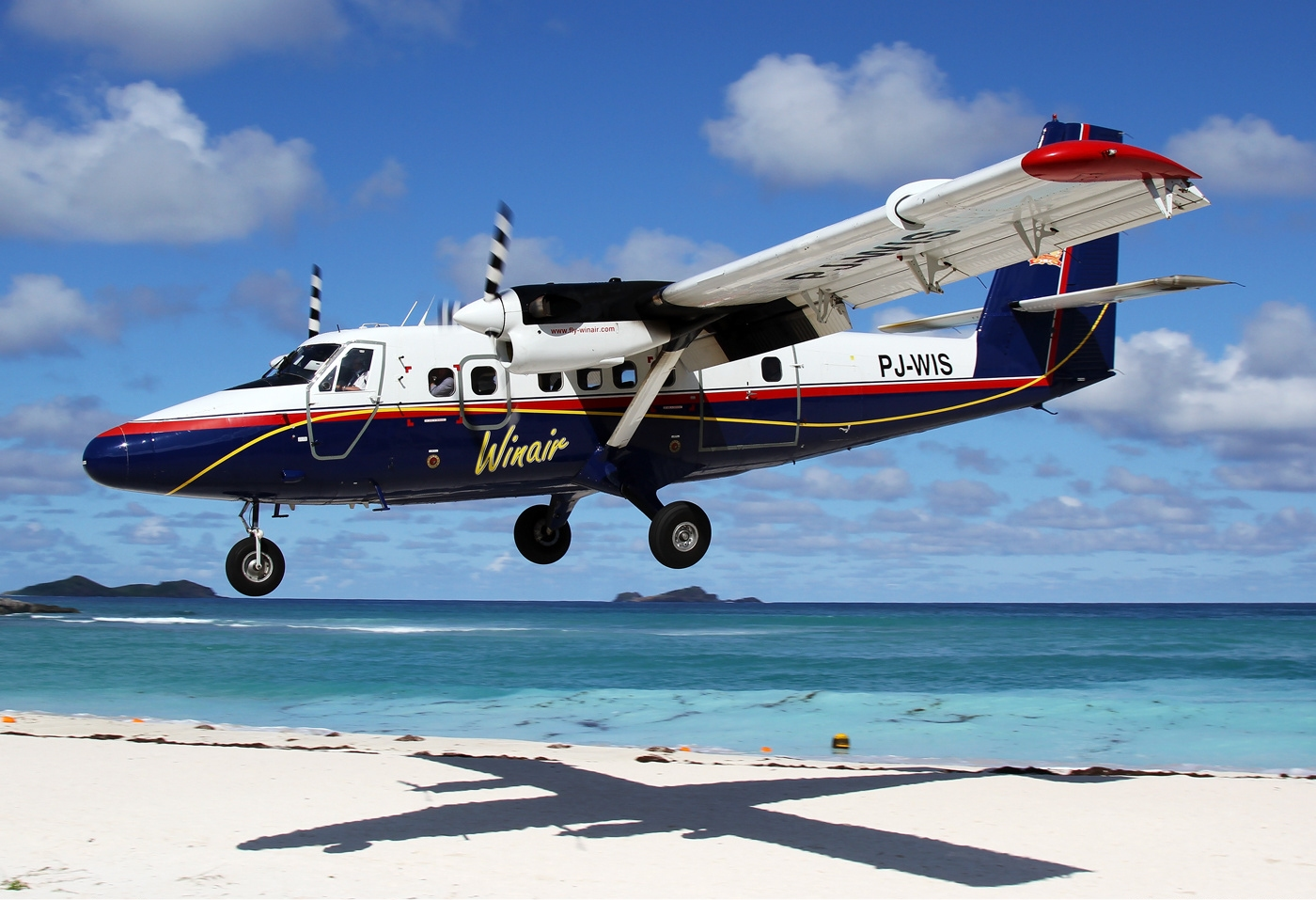
En DHC-6 Twin Otter, samma typ av plan som ägs av Stockholms fallskärmsklubb.

Stockholms fallskärmsklubb, SF, bedriver fallskärmshoppning på flygfältet ESKG beläget i Gryttjom, Tierps kommun sedan 1958. 
SF är en ideell förening som är medlem i Svenska fallskärmsförbundet.  
Fallskärmshoppningen bedrivs ur klubbens egna flygplan, en modifierad de Havilland Canada DHC-6 Twin Otter, SE-GEE. Flygplanet har kapacitet att fälla 24 hoppare åt gången ca 3 gånger i timmen från 4000 meter. Även inhyrda flygplan är vanligt under sommarmånaderna.
Klubben förfogar över flera faciliteter som klubbhus med packlokal för fallskärmar, gemensamt kök, lektionssalar, bastu och övernattningsbaracker.
Stockholms fallskärmsklubb är den enda fallskärmsklubben i Sverige som har tillgång till en så kallad "pond", en vattenbasäng för att öva högfartslandningar med fallskärm
Säsongen 2013 genomförde SF mer än 30.000 fallskärmshopp, varav över 3000 var tandemhopp. Detta motsvarar ungefär en fjärdedel av alla fallskärmshopp i Sverige.